# El Puerto de San Rafael
El Puerto de San Rafael är en ort i Mexiko.   Den ligger i kommunen Otáez och delstaten Durango, i den centrala delen av landet, 900 km nordväst om huvudstaden Mexico City. El Puerto de San Rafael ligger 1 572 meter över havet och antalet invånare är 236.
Terrängen runt El Puerto de San Rafael är bergig norrut, men söderut är den kuperad. Runt El Puerto de San Rafael är det mycket glesbefolkat, med 5 invånare per kvadratkilometer. Närmaste större samhälle är San Pedro de Azafranes, 7,2 km norr om El Puerto de San Rafael. I omgivningarna runt El Puerto de San Rafael växer huvudsakligen savannskog.